# Área metropolitana de Michigan City-La Porte
El Área Estadística Metropolitana de Michigan City-La Porte, IN MSA, como la denomina la Oficina del Censo de los Estados Unidos, es un Área Estadística Metropolitana centrada en las ciudades de Míchigan City y La Porte, que solo abarca el condado de La Porte en el estado de Indiana, Estados Unidos. Su población según el censo de 2010 es de 111.467 habitantes, convirtiéndola en la 327.º área metropolitana más poblada de los Estados Unidos.

## Área Estadística Metropolitana Combinada
El área metropolitana de Míchigan City-La Porte es parte del Área Estadística Metropolitana Combinada de Chicago-Naperville-Michigan City, IL-IN-WI CSA junto con:
- El Área Estadística Metropolitana de Chicago-Joliet-Naperville, IL-IN-WI MSA, en Illinois; y
- El Área Estadística Metropolitana de Kankakee-Bradley, IL MSA, en Illinois;

totalizando 9.686.021 habitantes en un área de 28.116,9 km².

## Principales comunidades del área metropolitana
Ciudades principales o núcleo
- Míchigan City
- La Porte

Pueblos
- Kingsbury
- Kingsford Heights
- LaCrosse
- Long Beach
- Michiana Shores
- Pottawattamie Park
- Trail Creek
- Wanatah
- Westville